# Frederick Everard Zeuner
Frederick Everard Zeuner (eigentlich Friedrich Eberhardt; * 8. März 1905 in Berlin; † 5. November 1963 in London) war ein deutsch-britischer Geologe und Paläontologe.

## Leben
Zeuner studierte Geologie und Paläontologie in Berlin, Tübingen und Breslau. 1928 wurde er in Breslau, wo er seit 1925 Assistent war, promoviert (Diluvialstratigraphie und Diluvialtektonik im Gebiet der Glatzer Neiße). 1931 habilitierte er sich in Freiburg im Breisgau mit einer Arbeit über "Die Insektenfauna des Böttinger Marmors". Nach der nationalsozialistischen Machtübernahme wurde ihm seine Assistentenstelle gekündigt, da seine Frau von den neuen Machthabern als "nichtarisch" eingestuft wurde.
Zeuner emigrierte daraufhin nach Großbritannien; ab 1934 war er Mitarbeiter am Britischen Museum, seit 1936 Dozent für Geochronologie und seit 1946 Professor und Leiter der Abteilung für Geochronologie des Archäologischen Instituts der Universität London. Er war Mitglied der Paläontologischen Gesellschaft und von 1954 bis 1956 Vorsitzender der Geologischen Vereinigung.
Zeuner lieferte bedeutende Arbeiten zur Geochronologie, zur Geologie und Paläontologie des Quartärs und zur Domestikation von Tieren. Er war ab 1952 Mitglied der Leopoldina. 1954 wurde er zum korrespondierenden Mitglied der Göttinger Akademie der Wissenschaften gewählt.

## Schriften
- Über einige Käfer aus dem deutschen Keuper. In: Jahrbuch der preußischen geologischen Landesanstalt 51, 1930, S. 462–467
- Die Stammesgeschichte der Käfer. Über die Beziehungen der Form der Organe zu ihrer Funktion I. In: Palaeontologische Zeitschrift, 15, 4, 1933, S. 280–311.
- Dating the Past. An Introduction to Geochronology. 1946. 4. Auflage: 1958, Nachdruck 1972.
- A History of Domesticated Animals. Hutchinson & co, London (1963).
  - deutsch: Geschichte der Haustiere. Bayerischer Landwirtschaftsverlag, München / Basel / Wien (1967).